# Zone de conservation du paysage de Fritzøehus
La Zone de conservation du paysage de Fritzøehus  est une aire protégée norvégienne qui est située dans le municipalité de Larvik, dans le comté de Vestfold.

## Description
La réserve naturelle de 1,652 km2 est la plus grande forêt de hêtres du pays. Elle fait partie d'un paysage culturel qui entoure la plus grande résidence privée de Norvège, le palais de Fritzøehus à Larvik.
La zone de conservation du paysage se compose d'un jardin paysager intérieur autour du château de Fritzøehus et d'un parc naturel extérieur. L'ensemble du parc est divisé par des crêtes et des monticules de larvikite. Dans la partie nord du parc, nous trouvons les forêts de hêtres les plus précieuses.

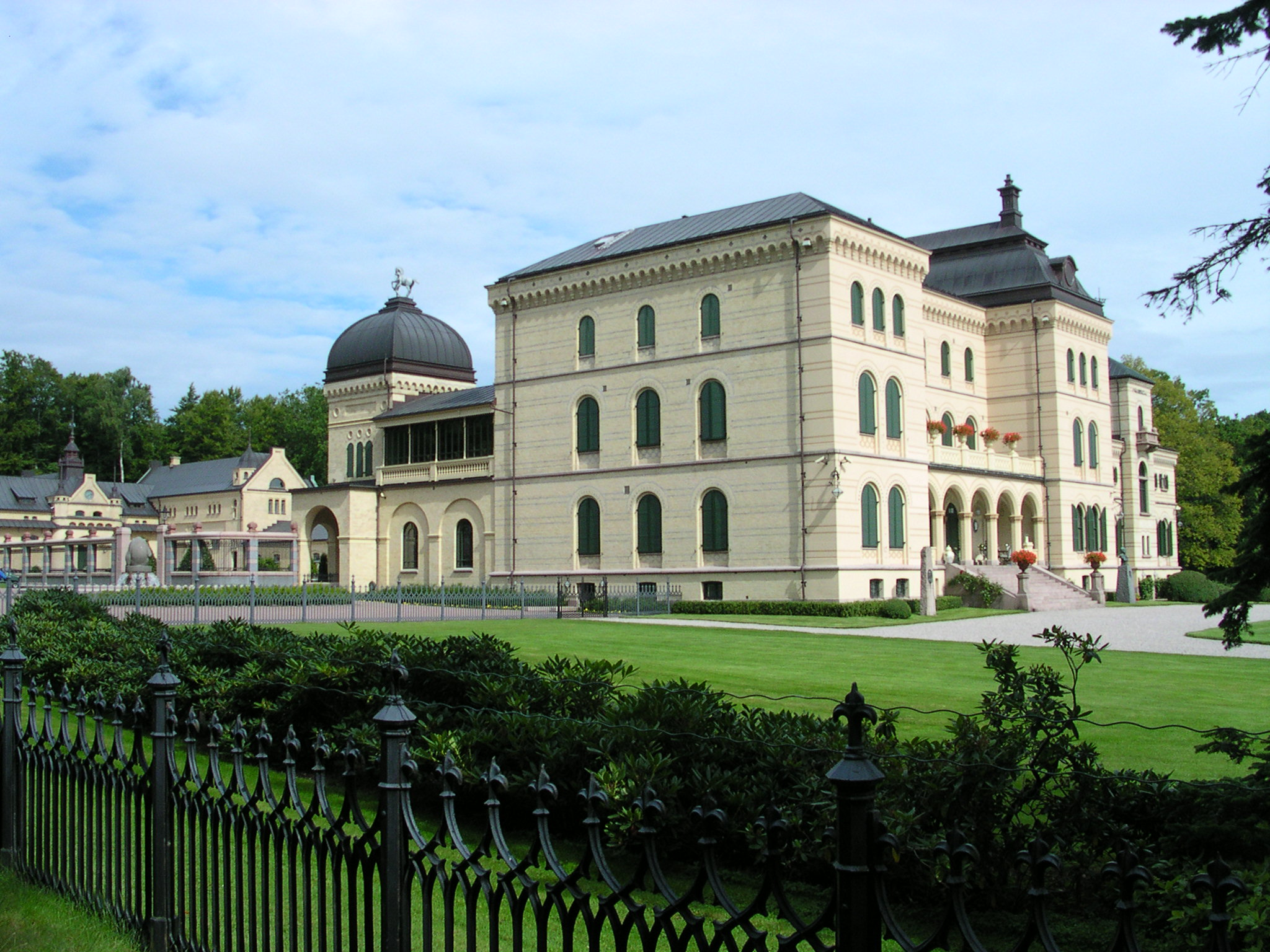
Fritzøehus

La forêt de hêtres à l'ouest de Jordfalldalen pousse dans un paysage de ravin et témoigne de conditions de croissance quasi européennes. La forêt de la partie la plus au sud-est du parc est dominée par l'épicéa. La zone de protection du paysage s'étend de 5 à 135 mètres d'altitude. Il y a une riche avifaune dans la zone de conservation du paysage, le gros-bec casse-noyaux, les picinaes et les strigiformes sont bien représentés.
L'accès à la zone de conservation se fait par la porte principale du domaine. Les visiteurs doivent être munis d'une carte d'accès. Vous pouvez l'obtenir au siège social de Treschow-Fritzøe. Le parc intérieur, autour du château de Fritzøehus, n'est pas accessible au grand public.
Le but de la protection est de préserver l'une des plus grandes populations de forêts de hêtres du pays, ainsi que de prendre soin d'un paysage naturel et culturel environnant fin et varié.